# Sandy & Junior
Sandy & Junior foi uma dupla vocal brasileira formada pelos irmãos Sandy (n. 1983) e Junior Lima (n. 1984). Sandy era a vocalista principal do duo, enquanto Junior era responsável pelos vocais de apoio, além de tocar instrumentos como guitarra, violão e bateria. Influenciados por músicos na família, os irmãos viram sua trajetória profissional na música se concretizar após uma aparição no programa Som Brasil, em 1989. Eles atraíram a atenção de empresários e gravadoras e assinaram um contrato com a PolyGram. No ano seguinte, deram início à gravação do primeiro álbum, Aniversário do Tatu (1991), que foi certificado com ouro pela Pro-Música Brasil (PMB). Assim como o álbum de estreia da dupla, Sábado à Noite (1992) foi produzido por Xororó e apresenta uma sonoridade influenciada pelo sertanejo e country. Em seu terceiro álbum de estúdio, Tô Ligado em Você (1993), eles passaram a apresentar influência de outros estilos em sua música, como o pop. Os álbuns Pra Dançar com Você (1994) e Você É D+ (1995) deram continuidade ao sucesso deles com o público infantojuvenil. Após alcançarem a fama e o sucesso como cantores mirins, Sandy e Junior se consolidaram como estrelas do pop adolescente com Dig-Dig-Joy (1996) e Sonho Azul (1997).
Os álbuns Era Uma Vez... Ao Vivo (1998), As Quatro Estações (1999), Quatro Estações: O Show (2000) e Sandy & Junior (2001) estabeleceram Sandy e Junior como recordistas em vendas de álbuns no Brasil. O sucesso da dupla atraiu a atenção do então gerente de marketing da Universal Music em Londres, que teve a iniciativa de lançá-los no mercado internacional; o resultado foi o álbum Internacional (2002). Sandy e Junior citaram motivos pessoais para o encerramento precoce das turnês de divulgação do álbum. Em outubro de 2002, a dupla reuniu um público de 70 mil pessoas para um show no estádio do Maracanã, apresentação esta que originou o CD e DVD Ao Vivo no Maracanã. Nos álbuns Identidade (2003) e Sandy & Junior (2006) – este indicado ao Grammy Latino –, Sandy e Junior experimentaram uma maior liberdade artística. Em abril de 2007, eles anunciaram a separação após dezessete anos de carreira em dupla. Seu último projeto foi o CD e DVD Acústico MTV, lançado em agosto do mesmo ano. Em dezembro de 2007, encerraram a turnê Acústico MTV. Em 2019, eles se reuniram para uma turnê em comemoração aos 30 anos da primeira apresentação televisionada da dupla. A turnê Nossa História se tornou um sucesso comercial e, após sua estreia, recebeu críticas positivas. Em 2020, a dupla lançou uma série documental em sete episódios que conta a história dos irmãos e o álbum ao vivo da última turnê gravado em São Paulo, ambos pela Globoplay.
Desde o início de sua carreira como dupla mirim até o auge comercial na adolescência e os últimos álbuns, diversas canções da dupla ganharam notoriedade, como "Maria Chiquinha", "Com Você", "Dig-Dig-Joy", "Era Uma Vez...", "No Fundo do Coração", "As Quatro Estações", "A Lenda", "Enrosca", "Quando Você Passa (Turu Turu)", "Love Never Fails", "Desperdiçou" e "Estranho Jeito de Amar". Além da carreira musical, eles também atuaram em projetos na televisão e cinema, incluindo o programa Sandy & Junior Show na Rede Manchete, um seriado homônimo na TV Globo, a telenovela Estrela-Guia e os filmes O Noviço Rebelde e Acquária.
Sandy e Junior são recordistas em vendas de discos no Brasil. Ao todo, são mais de 20 milhões de cópias vendidas entre CDs e DVDs, além de meio milhão de singles digitais. Em levantamento feito pela Crowley Broadcast Analysis, a dupla ficou na 13.ª colocação na lista dos artistas mais executados nas rádios brasileiras entre os anos de 2000 e 2014. O AllMusic os chamou de "um fenômeno multimídia" no auge de seu sucesso, enquanto a revista Época comparou a comoção que a dupla causava à Beatlemania. Com mais de 300 produtos licenciados, a marca dos irmãos chegou a movimentar R$300 milhões.

## História

### Início da vida e carreira
Sandy Leah Lima nasceu no dia 28 de janeiro de 1983 e Junior Lima nasceu Durval de Lima Junior em 11 de abril de 1984 em Campinas, São Paulo. Eles são os únicos filhos da empresária e produtora Noely Pereira de Lima e do cantor Durval de Lima ,o Xororó,da dupla sertaneja Chitãozinho & Xororó que influenciaram o gosto deles pela música. Sandy foi apresentada à música de Elis Regina pela mãe e cresceu ouvindo seu pai cantar e tocar violão, enquanto Junior ganhou sua primeira bateria aos três anos de idade. Avó materna dos irmãos, a cantora Mariazinha também os incentivou a formar uma dupla musical na infância. Os irmãos estudaram da pré-escola até o ensino médio no Colégio Notre Dame, em Campinas.
Em 1989, o então apresentador do programa Som Brasil, Lima Duarte, recebeu na atração a dupla Chitãozinho & Xororó. Durante o programa, Xororó falou sobre o gosto de Sandy e Junior pela música. A dupla então foi convidada a se apresentar no programa. Após ensaiarem em casa junto ao pai e o tio, Sandy e Junior cantaram a canção "Maria Chiquinha" num programa que foi ao ar no final de 1989. O áudio da apresentação foi retirado da televisão e começou a tocar em emissoras de rádio, o que gerou interesse na gravadora PolyGram (atualmente Universal Music Group), que os convidou a assinar um contrato. Xororó relembrou o impacto que a apresentação da dupla causou: "As pessoas que viram o programa começaram a ligar para o meu escritório. Empresários queriam comprar shows, gravadoras queriam gravar. Aí fechamos com a PolyGram." Inicialmente, Xororó e Noely não foram favoráveis aos filhos assinarem o contrato e começarem uma carreira profissional tão cedo, mas Sandy e Junior insistiram e inclusive apelaram para o seu avô paterno, que apoiou os filhos (Chitãozinho & Xororó) quando eles quiseram começar uma carreira ainda na infância. Eles acabaram cedendo à "chantagem emocional" e deixaram que Sandy e Junior assinassem o contrato.
"Nossa mãe cuidava muito para que a gente tivesse uma vida o mais normal possível. Ela preservava nossos momentos de folga para brincar com os amiguinhos e fazer as tarefas de casa. Nunca fiz aula particular em casa. Era a porção normal da nossa vida e precisávamos vivenciar isso, dou graças a Deus que nossos pais tiveram essa consciência. Fazíamos muitas coisas de criança comum e adorávamos isso. E tinha esse plus de ter a carreira, que era o que a gente mais gostava de fazer."

–Sandy sobre o início da carreira na infância.

### 1990–93:Aniversário do Tatu,Sábado à NoiteeTô Ligado em Você

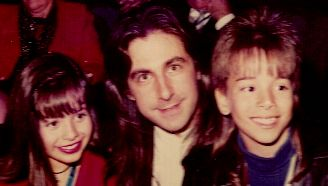
Sandy & Junior no início dos anos 90 com o produtor musical Sergio Carrer.

Após assinarem seu primeiro contrato fonográfico com a PolyGram, Sandy e Junior começaram a gravar seu álbum de estreia em 1990. Lançado em junho de 1991, Aniversário do Tatu foi produzido por Xororó e apresenta uma sonoridade influenciada pela música sertaneja. O álbum foi certificado com ouro pela PMB e gerou como singles a regravação de "Maria Chiquinha" e a faixa-título "Aniversário do Tatu". Na época, a Folha de S.Paulo comentou sobre a estreia do duo: "Com temas que falam de amor e da natureza, as 11 faixas do disco tem todos os ingredientes para o sucesso instantâneo. A receita é infalível, Sandy é linda, canta e dança bem, e parece ter nascido para o palco. É ela que sustenta o pique da dupla, já que o irmão, Junior, ainda é muito criança e não tem a mesma desenvoltura."
Antes do lançamento, participaram de um concerto de Chitãozinho & Xororó em Jaguariúna. A produção da Rede Manchete, que na ocasião gravava imagens para a novela A História de Ana Raio e Zé Trovão, incluiu cenas da apresentação deles na novela. Em 1991, fizeram o primeiro concerto para a Comunidade Nova Vida, em Votuporanga, levando 60 mil pessoas ao show. O primeiro com cachê foi no Parque da Gameleira, em Minas Gerais. Nesse mesmo ano, abriram um concerto do pai e do tio em Miami.
Em 1992, lançaram seu segundo álbum de estúdio, Sábado à Noite. Além da música sertaneja, sua sonoridade também foi influenciada pela música country. "A Resposta da Mariquinha" tornou-se seu single mais bem-sucedido. As fotos do encarte do disco foram feitas em Nashville, Tennessee, onde gravaram também o primeiro vídeo musical, para o single "Sábado à Noite". No final do ano, Sandy participou do especial de Natal do programa de Xuxa cantando "América Geral".
Seu terceiro álbum de estúdio, Tô Ligado Em Você (1993), distanciou-se das raízes sertanejas e explora outros gêneros, como pop, rockabilly e Jovem Guarda. Para promover o álbum, Sandy e Junior se apresentaram na televisão com o mesmo visual da capa do álbum, inspirado nos anos 50 e principalmente no filme Grease. O single "Tô Ligado em Você" é uma versão em português de "You're The One That I Want", canção apresentada por John Travolta e Olivia Newton-John no filme. Logo após o lançamento do álbum, eles participaram dos concertos de Michael Jackson no Brasil, traduzindo uma canção na linguagem para surdos. Junior se apresentou no primeiro dia e Sandy no segundo. Fecharam o ano com o especial do cantor Roberto Carlos, que naquele ano foi sobre a Jovem Guarda; a dupla interpretou sua versão de "Splish Splash". Tiveram ainda a canção "Coça-Coça" no disco do programa infantil TV Colosso, além de terem gravado a canção natalina "Noite Feliz" para a coletânea É Natal. Para promover seu terceiro álbum, Sandy e Junior se apresentaram com o show Tô Ligado em Você na casa de shows Palladium, em São Paulo, em abril de 1994.

### 1994–95:Pra Dançar com Você,Você É D+e apelopop
Em 1994, começaram os primeiros boatos do fim da dupla.[carece de fontes?] Os irmãos estavam crescendo, em breve chegariam à adolescência. Muito se dizia que eles não conseguiriam manter o sucesso, como os antigos grupos infantojuvenís Balão Mágico e Trem da Alegria. Mesmo assim, renovaram o contrato com a PolyGram e lançaram o quarto disco de estúdio, Pra Dançar Com Você, que exibe na capa um logotipo mais moderno com o nome da dupla, além de regravações da era da Jovem Guarda. "Com Você" (uma versão em português de "I'll Be There", do grupo The Jackson 5) e "Eu Quero é Mais" foram lançadas como singles. Durante a gravação do álbum, Sandy estava no início da puberdade e sua voz estava mudando. Como consequência, ela não conseguiu atingir algumas das notas mais agudas exigidas em canções como "Com Você". Junior, que na época tinha 10 anos, acabou assumindo as partes mais agudas da canção. No final de 1994, eles participaram do especial de Natal da Xuxa cantando "Coração" e ganharam um especial na Rede Manchete, que exibiu parte do concerto deles. Gravaram também a canção "Coração Do Brasil", com Chitãozinho & Xororó e Tonico & Tinoco, homenageando os cinquenta anos de carreira desses.
Seu quinto álbum de estúdio, Você É D+ (1995), conta com a participação de Xuxa na faixa "Rap Do Aniversário" e possui uma sonoridade ainda mais diversificada que seus antecessores. Escrevendo para a Folha de S.Paulo, Nina Cavalcanti opinou sobre o álbum, dizendo que ele "comprova mais uma vez que eles são afinados e cantam muito bem [...] agora eles cantam todos os estilos musicais. O disco é bem produzido e tocado por excelentes músicos. Pena que nem todas as músicas sejam boas para que Sandy e Junior possam mostrar tudo o que sabem fazer." "O Universo Precisa De Vocês (Power Rangers)" foi tema do seriado Power Rangers, exibido, na época, pela TV Globo. "Vai ter Que Rebolar" e "Sonho Real" também se tornaram singles. A turnê Sonho Real, baseada no álbum Você é D+, foi lançada em VHS. Nesse ano, gravaram a canção "Voa Vovô" para a trilha sonora do filme Menino Maluquinho. Juntos, Pra Dançar com Você e Você É D+ venderam mais de um milhão de cópias.

### 1996–98:Dig-Dig-Joy,Sonho AzuleEra Uma Vez... Ao Vivo
Em outubro de 1996, Sandy e Junior lançaram seu sexto álbum de estúdio, Dig-Dig-Joy. Nas fotos do encarte, os irmãos aparecem com visual menos infantil em relação aos projetos anteriores. Junior pela primeira vez aparecia sem seu mullet e Sandy vestindo roupas mais adolescentes por conta de sua idade estar mais avançada. Alguns críticos também perceberam que a voz de Sandy estava mais madura, perceptivelmente nas baladas do disco. A sonoridade do álbum transita entre o pop, country, rock e dance music. O primeiro single é uma releitura da canção "Any Man of Mine", da cantora canadense Shania Twain, intitulada "Etc... e Tal". A faixa-título do álbum e "Não Ter" também se tornaram singles. Além disso, a faixa "Quero Saber" foi tema do Criança Esperança daquele ano. Dig-Dig-Joy vendeu mais de 700 mil cópias e foi certificado com ouro pela PMB.
Aos 13 anos de idade, Sandy realizou uma performance solo da canção "Águas de Março"  no tributo do Som Brasil à cantora Elis Regina. Posteriormente, Sandy classificou essa apresentação como um "divisor de águas", dizendo que, a partir dali, começou a ter um maior reconhecimento como cantora.
Em 1997, Sandy e Junior divulgaram seu sétimo álbum de estúdio, Sonho Azul, que gerou singles como "Beijo É Bom", "Eu Acho que Pirei" e "Inesquecível". Após seu lançamento, Sonho Azul recebeu uma faixa bônus, o que resultou no lançamento de uma outra versão do álbum: a canção "Era Uma Vez..." foi gravada para a trilha sonora da telenovela de mesmo nome e conta com a participação de Toquinho. Sonho Azul manteve o sucesso de seu antecessor e também vendeu cerca de 700 mil cópias, sendo certificado com platina pela PMB. Durante as gravações de Dig-Dig-Joy ou Sonho Azul, Junior percebeu que, como consequência da puberdade, sua voz estava instável: "Cheguei no estúdio para gravar e não tinha o menor domínio da minha voz. Fiquei desesperado. Não conseguia cantar, não conseguia fazer nada. Aí teve que parar a gravação, eu fui pra [fonoaudióloga], fiquei um mês fazendo fono para ter domínio da minha voz de novo. Teve que dar uma adiada na gravação para eu poder preparar a minha voz".
Em 1997, Sandy e Junior apareceram no filme de comédia infantojuvenil O Noviço Rebelde, que foi visto por mais de 1,5 milhão de espectadores. Eles também estrearam como apresentadores em um programa próprio; Sandy & Junior Show foi exibido pela Rede Manchete semanalmente entre setembro de 1997 e janeiro de 1998. A atração apresentava entrevistas, números musicais e jogos com a participação de convidados. Os críticos apontaram a falta de habilidade e "espontaneidade" da dupla para apresentar o programa. Embora Sandy & Junior Show tenha registrado bons índices de audiência, Sandy e Junior optaram por não renovar o contrato, pois queriam fazer um outro formato de programa. Os cantores gravaram participação em quatro canções do álbum Em Família (1997), de Chitãozinho & Xororó.
Em 1997, Sandy foi convidada a gravar uma canção com o tenor italiano Andrea Boccelli. "Vivo Por Ella" ganhou um vídeo musical e foi incluída na trilha sonora da telenovela Corpo Dourado, sendo bastante executada nas rádios brasileiras.
Em meados de 1998, iniciaram a turnê Eu Acho que Pirei, que alcançou um público de 8,5 milhões de pessoas deu origem ao seu primeiro álbum ao vivo, Era Uma Vez... Ao Vivo, lançado em setembro do mesmo ano. A ideia de lançar um registro ao vivo do show veio do então presidente da PolyGram. O projeto gerou três singles ("Em Cada Sonho", "No Fundo do Coração" e "Cadê Você que Não Está", gravadas também em estúdio) e se tornou o primeiro trabalho dos irmãos a ultrapassar a marca de 1 milhão de cópias vendidas. O projeto foi lançado também no formato VHS e foi o primeiro no Brasil a vender mais 100 mil cópias vendidas. Junior estreou como instrumentista nesse álbum, tocando guitarra nas faixas ao vivo "Inesquecível", "Não Ter" e "Eu Acho Que Pirei". O videoclipe de "No Fundo do Coração", segundo single do álbum, foi responsável pela primeira indicação da dupla ao MTV Video Music Brasil (VMB), e, embora tenham acumulado diversas nomeações ao prêmio durante a carreira, nunca o venceram. Em julho de 1998, Sandy e Junior se apresentaram no espetáculo Coração Brasileiro, realizado no estádio Parc des Princes, em Paris. O show, promovido e transmitido pela TV Globo, ocorreu durante a Copa do Mundo com o intuito de "promover a imagem do Brasil no mundo." Eles também gravaram canções para a trilha sonora brasileira do filme de animação Mulan (1998); O duo interpreta "Seu Coração" enquanto Sandy aparece solo em "Imagem".

### 1999–2000:Sandy & Junior,As Quatro EstaçõeseQuatro Estações: O Show

Elenco original da série Sandy & Junior (1999-2002).

Em dezembro de 1998, foi ao ar na TV Globo o episódio piloto do seriado Sandy & Junior. O episódio piloto foi ao ar como um especial de fim de ano e alcançou 32 pontos de audiência, o que entusiasmou o então diretor de criação da TV Globo, Carlos Manga, que quis fixar o seriado na grade da emissora. Em abril de 1999, estreou a primeira temporada do programa, que teve um total de quatro temporadas. Exibido originalmente aos domingos, ele se tornou líder de audiência em seu horário de exibição e venceu uma categoria do Prêmio Contigo! de TV. O seriado, que retratava de forma fictícia o cotidiano de Sandy, Junior e seus amigos, recebeu algumas críticas por apresentar situações que "não aprofundam a discussão dos problemas dos adolescentes", opinou Maria Lins, da IstoÉ Gente. A quarta temporada do seriado, exibida em 2002, começou a abordar temas direcionados a jovens adultos, como dinheiro e escolha da profissão.
Em outubro de 1999, Sandy e Junior lançaram seu oitavo álbum de estúdio, As Quatro Estações. O álbum é considerado um "divisor de águas" na carreira da dupla, tanto comercialmente quanto artisticamente, e representou sua "transição" para o "pop adolescente" após eles abordarem temáticas mais infantojuvenis em algumas faixas de seus álbuns anteriores. Nele, Sandy estreou como compositora; ela escreveu as faixas "As Quatro Estações" e "Olha o que o Amor Me Faz". O álbum produziu outros singles, como "Imortal", "Aprender a Amar" e "Vamo Pulá". O disco foi certificado com diamante duplo pela PMB, vendeu 2,8 milhões de cópias e se tornou um dos álbuns mais vendidos na história da indústria fonográfica brasileira. As vendas de As Quatro Estações renderam uma quantia estimada em R$4 milhões.
Uma turnê homônima foi lançada em apoio ao álbum. O espetáculo, visto por cerca de 8 milhões de pessoas, foi dirigido por Flávia Moraes e trouxe inovações, como o efeito de neve, folhas, cheiro de coco representando o verão e vários efeitos especiais utilizando telões. Na primavera, equipamentos especiais liberavam essência de flores no local do concerto. No verão, a temperatura subia um pouco. O contrário acontecia no inverno, quando a plateia tinha a sensação de frio. No outono, caíam pétalas de rosas perto do palco. A turnê deu origem ao segundo álbum ao vivo da dupla, Quatro Estações: O Show (2000), que vendeu 3 milhões de cópias e foi certificado com diamante pela PMB. "A Lenda" e a regravação de "Enrosca" se tornaram singles do álbum. A essa altura de sua carreira, a dupla "protagoniza[va] cenas que parec[iam] inspiradas na beatlemania: corre-corre, gritos, choros, atropelos", com milhares de fãs seguindo seus passos.
Em 2000, foi lançado o primeiro e único álbum de remixes dos cantores, Todas as Estações: Remixes, certificado com platina pela PMB. Em março, foi lançado no Brasil o single "You're My #1", canção do cantor espanhol Enrique Iglesias com a participação de Sandy, presente na edição brasileira do álbum Enrique. Apesar da canção ser um dueto, a pedido de Sandy, Junior aparece no videoclipe e contribuiu com vocais de apoio. Em maio, Sandy recebeu seu primeiro prêmio de Melhor Cantora no 7° Prêmio Multishow de Música Brasileira. Lançado em outubro de 2000, o álbum Gil & Milton, de Gilberto Gil e Milton Nascimento, apresenta uma colaboração com Sandy e Junior na canção "Duas Sanfonas".
Eles tinham seu site oficial hospedado no UOL desde janeiro de 2001 e apareciam regularmente no Bate-Papo do UOL. Em outubro de 1997 os fãs chegaram a disputar quem gritava mais alto para poder teclar e ganhar um beijo dos músicos. Em 5 de fevereiro de 2001, pessoas se passando pela dupla iniciaram um bate-papo, onde 21 mil pessoas participaram. Ele foi agendado por uma pessoa que simulou ser a mãe deles, Noely Lima. Na ocasião, a dupla estava viajando nos Estados Unidos. Na ocasião, foram anunciadas medidas judiciais contra os impostores e maneiras de evitar novas fraudes.

### 2001–02:Sandy & Junior,Estrela-Guia,InternacionaleAo Vivo no Maracanã
Em 2001, a dupla renovou seu contrato com a Universal Music por um valor de R$12 milhões. No dia 18 de janeiro, com o show da turnê Quatro Estações, Sandy e Junior se apresentaram para um público de 250 mil pessoas na terceira edição do festival Rock in Rio. Neil Strauss, do The New York Times, descreveu o concerto da dupla como o "ápice da noite", enquanto a NME elogiou a apresentação da dupla e a produção de seu show. Silvio Essinger, do CliqueMusic, não se impressionou com a performance do duo e disse que eles "foram tudo o que se esperava" com sua "dose de balanço inofensivo e romantismo moralista."

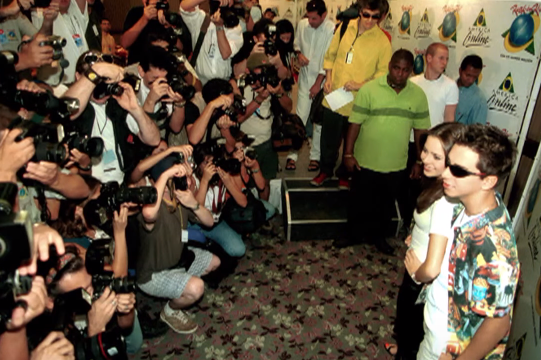
A dupla em 2001.

Logo após, Sandy começou a gravar a novela das seis Estrela-Guia, da TV Globo, protagonizada por ela como a menina hippie e órfã Cristal. Junior fez um papel menor e apareceu em alguns capítulos interpretando o malabarista Zeca. A novela foi exibida entre março e junho de 2001. Sua duração foi propositalmente curta para que Sandy pudesse conciliar as gravações com a carreira musical. Estrela-Guia bateu recordes de audiência e teve uma média de 30,9 pontos, sendo considerada um sucesso para o horário.
Em outubro de 2001, os cantores lançaram seu nono álbum de estúdio, Sandy & Junior, que vendeu 1,5 milhão de cópias e foi certificado com platina tripla pela PMB. Sandy e Junior afirmaram que tiveram uma maior participação na concepção desse disco em comparação a seus projetos anteriores.  O disco seria nomeado 11, (por tratar-se do 11° álbum da dupla, considerando os dois álbuns ao vivo anteriormente lançados) porém, o título foi descartado após os ataques de 11 de setembro, em Nova York. O álbum produziu singles como "Quando Você Passa (Turu Turu)", "Não Dá Pra Não Pensar", "O Amor Faz" e "A Gente Dá Certo".  Em crítica publicada no Jornal do Commercio, Rosário de Pompéia disse que "O amadurecimento profissional da dupla é perceptível", enquanto Sílvia Ruiz, da IstoÉ Gente, descreveu o álbum como o "mais pop e bem produzido da carreira" da dupla, até a data. Ruiz também reconheceu a evolução vocal de Sandy, afirmando que ela "está cantando melhor do que nunca". Outros críticos, no entanto, sentiram que o álbum não mostrou um progresso artístico do duo e "pouco acrescenta" à sua discografia. No final de 2001, a dupla reuniu público recorde de 1,2 milhão de pessoas durante show em João Pessoa.
Em maio de 2002, iniciaram a turnê Sandy & Junior 2002, que teve direção artística de Paulo Silvestrini e contou com doze bailarinos, doze músicos e duas backing vocals. A série de shows passou por vários estádios brasileiros e também teve datas em Luanda, capital de Angola.
O sucesso dos irmãos no Brasil atraiu a atenção de Max Hole, então diretor de marketing da Universal Music da Inglaterra, que teve a iniciativa de lançá-los no mercado internacional. As conversas começaram em 2000 e a dupla gravou 11 canções em inglês em meados de 2001, nos Estados Unidos. Em junho de 2002, foi lançado o décimo álbum de estúdio dos cantores, Internacional (intitulado Sandy & Junior fora do Brasil), divulgado em países da Europa e América Latina. O projeto foi lançado em diferentes versões; as canções originalmente gravadas em inglês - mas não todas - ganharam versões em espanhol, francês e português. O álbum foi certificado com platina pela PMB e vendeu 750 mil cópias no Brasil. Em Portugal, foi certificado com disco de ouro pela Associação Fonográfica Portuguesa (AFP). Carro-chefe do projeto, "Love Never Fails" - que teve versões em espanhol, francês e português - atingiu o número um no Brasil, top dez em Portugal, Chile e Venezuela e top vinte na Espanha e México, enquanto seu videoclipe culminou a parada de videoclipes da MTV Itália. A versão em espanhol também experimentou sucesso na Colômbia e Argentina.
A Billboard elogiou o álbum e também a voz de Sandy: "Tudo aqui soa agradável, bem feito e totalmente mainstream. [...] O destaque, porém, é a doce voz de Sandy, que mostra surpreendente extensão." O site AllMusic também revisou a versão latina do álbum e fez uma crítica positiva, definindo ele como "todo R&B e pop latino, com performances refinadas e sentimentais." No entanto, o álbum foi recebido com avaliações negativas pelos críticos brasileiros. Escrevendo para a IstoÉ Gente, Mauro Ferreira considerou o álbum genérico e disse que Sandy "desperdiça sua voz afinada em baladas previsíveis".

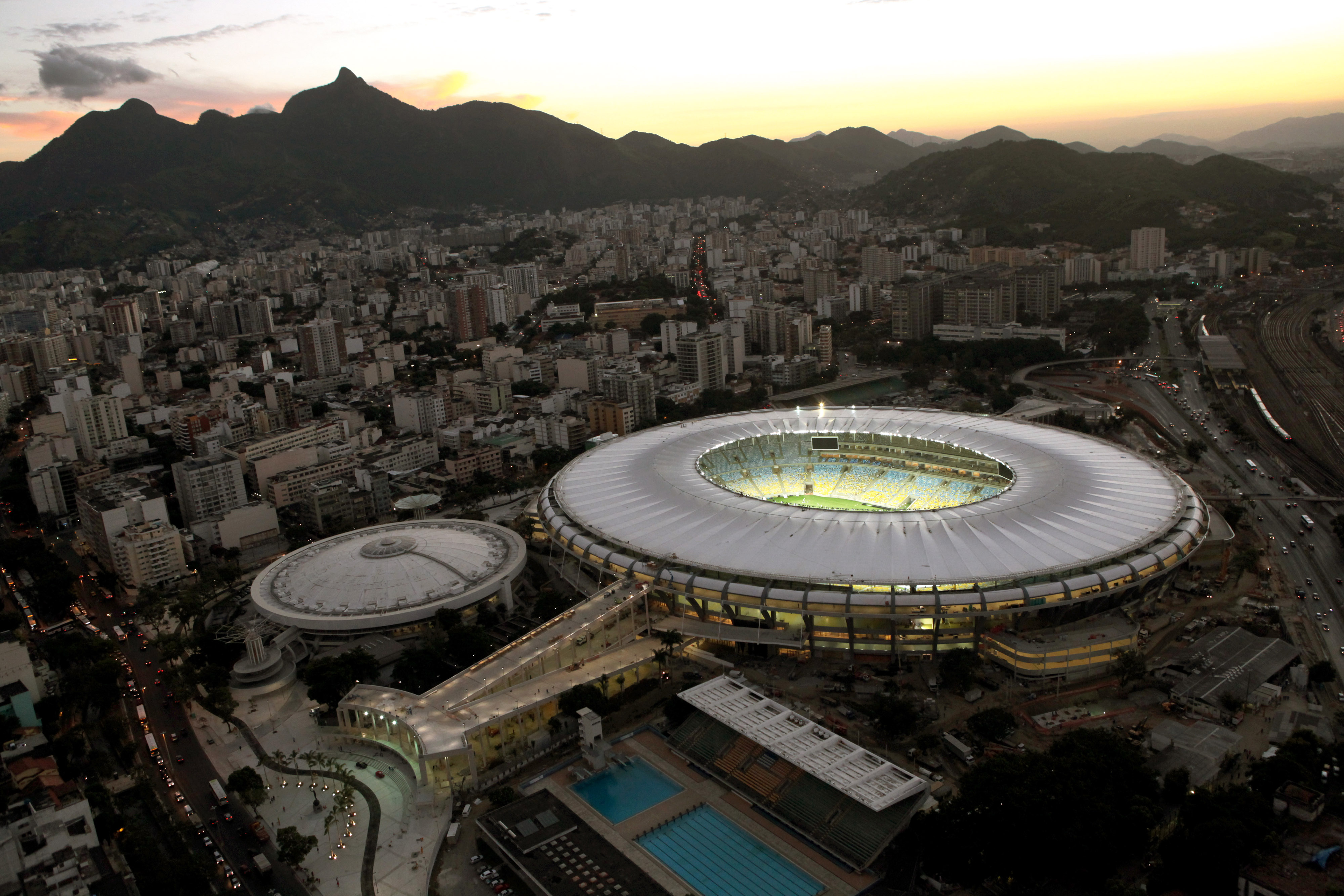
No dia 12 de outubro de 2002, os irmãos se apresentaram com a turnê Sandy & Junior 2002 no estádio do Maracanã (imagem) para um público de 70 mil pessoas. Eles foram os primeiros artistas brasileiros a se apresentarem sozinhos no estádio.

Após um período de divulgação fora do Brasil, em outubro de 2002 a dupla se apresentou para um público de 70 mil pessoas no estádio do Maracanã, no Rio de Janeiro, sendo os primeiros artistas brasileiros a realizarem um show solo no estádio. Esta apresentação gerou o terceiro álbum ao vivo da dupla, Ao Vivo no Maracanã, que foi certificado com platina pela PMB. O projeto foi lançado também em uma edição limitada, que traz um segundo CD, com as canções internacionais gravadas em outros idiomas e que não haviam sido lançadas na edição brasileira do álbum Internacional. Para terminar o ano, gravaram uma campanha publicitária a favor do uso de preservativos. O comercial tinha três versões, uma com Sandy, outra só com Junior e a terceira com os dois juntos.
Dando continuidade ao projeto internacional, no início de 2003 se apresentaram no Festival Internacional da Canção de Viña del Mar, no Chile, onde Sandy recebeu o título de "Miss Simpatia" através de uma votação feita por jornalistas do festival. Antes da apresentação, eles foram recebidos por uma multidão de pessoas na saída de um hotel em Viña del Mar. Após sua passagem pelo Chile, Sandy e Junior voltaram a divulgar o disco na Europa. Embora uma parte da mídia tenha noticiado que os irmãos falharam em tentar conquistar outros mercados, tanto a dupla quanto a Universal Music esperavam resultados num período de até três anos para chegarem a uma conclusão; Sandy descreveu a carreira internacional do duo como um "projeto a longo prazo". A turnê de divulgação do álbum Internacional não foi levada adiante por opção dos próprios cantores; Apesar deles terem alegado que voltariam a promover o projeto após o lançamento de um disco em português e a gravação de um filme, a turnê de divulgação não passou de 2003, por causa da "pressão de trabalhar fora, longe de casa, dos pais e dos amigos", disse o cantor da dupla. Numa entrevista para a Billboard Brasil, em 2010, Sandy também citou motivos pessoais: "Tem gente que encara como mais um passo na carreira e tem quem ache que é a chance da vida. Mas comigo foi o oposto, e foi por isso que eu parei. Meio que fui sendo levada. A Universal de Londres estava de olho. Foi uma decisão em que não tive tempo para pensar e amadurecer. Quando ví, estava lá. Era muito jovem, estava num turbilhão de trabalhos. Tive que me virar em três: programa na Globo, novela, terminando a escola. Fomos disco de ouro em Portugal, cantei em francês, ficamos no top 10 na Espanha, em primeiro lugar na MTV Itália... Meu Deus, hoje olho para trás e não sei como dei conta de tudo isso."

### 2003–04:IdentidadeeAcquária
Em outubro de 2003, foi lançado o décimo primeiro álbum de estúdio da dupla, Identidade. Esse foi o primeiro projeto em que eles experimentaram um maior controle criativo. Apesar dos esforços do duo em fazer um disco mais "sofisticado", explorando outras sonoridades além do pop, Identidade não foi bem recebido pela crítica, que alegou que ele "segue o padrão radiofônico imposto pela gravadora Universal à dupla [...] falta [a eles] um repertório à altura de seu talento", escreveu Mauro Ferreira para a IstoÉ Gente. O álbum foi certificado com platina pela PMB e produziu singles como "Encanto", "Desperdiçou", "Nada Vai Me Sufocar" e "Você Pra Sempre (Inveja)". "Encanto" estreou em primeiro lugar nas rádios brasileiras. Em Portugal, Identidade atingiu a décima quinta colocação na parada de álbuns da AFP. Diferentemente dos shows anteriores da dupla, a Identidade Tour não teve bailarinos, coreografias ou constante troca de roupas. Junior disse que a turnê é "puramente a nossa música", enquanto Sandy afirmou que o show "nasceu dos ensaios" que fizeram com a banda que os acompanhava. Além do Brasil, a turnê também passou por cidades do Japão como Tokyo e Nagoya.

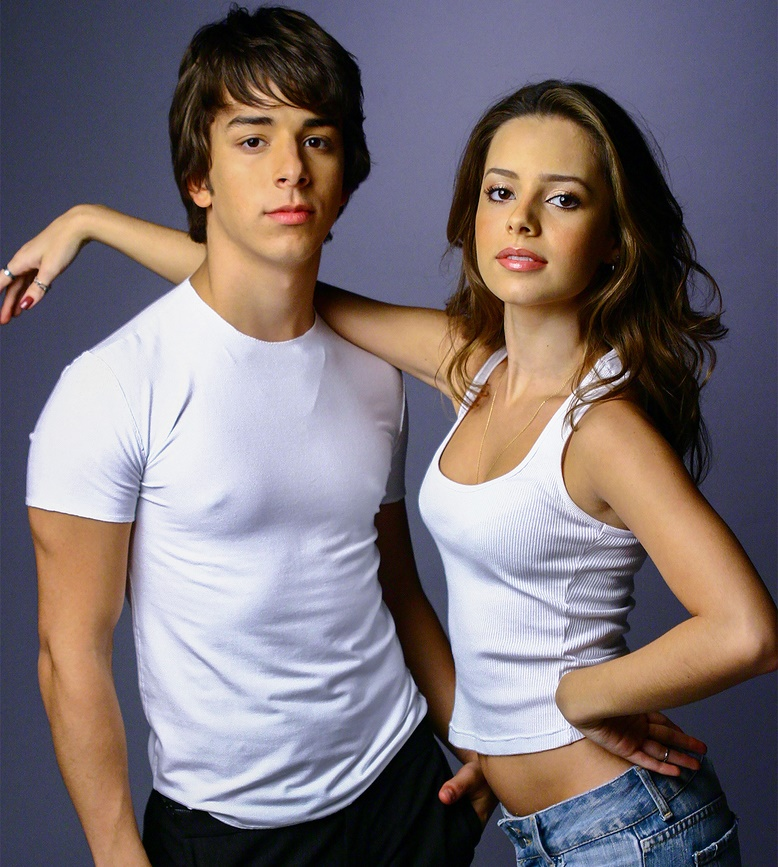
Os irmãos durante um ensaio para a revista Vogue em 2004.

Em dezembro de 2003, estreou o filme de aventura e ficção científica Acquária, no qual os irmãos deram vida a seus primeiros protagonistas no cinema. Acquária teve um desempenho comercial abaixo do esperado e atraiu cerca de 900 mil espectadores. O filme teve sua produção e direção elogiadas, enquanto o roteiro foi recebido com críticas negativas. A performance da dupla recebeu críticas geralmente positivas. Escrevendo para o Cinema em Cena, Pablo Villaça opinou: "[...] a dupla tem carisma e boa presença em cena. Sandy, especialmente, demonstra possuir talento como atriz e merecia ser explorada com mais carinho pela história." Marcelo Hessel, do site Omelete, também elogiou a performance da dupla no filme. No final de 2003, a dupla participou da gravação do DVD MTV Ao Vivo, da cantora Ivete Sangalo. Sandy e Sangalo cantaram juntas em "Se Eu Não te Amasse Tanto Assim" e Junior participou em "Desperdiçou", tocando guitarra.
Em março de 2004, Sandy e Junior se apresentaram no show Senna In Concert, em memória aos dez anos da morte do piloto Ayrton Senna. Nessa época, os cantores começaram a se envolver em projetos paralelos ao trabalho em dupla. Em outubro de 2004, Junior estreou como baterista da banda SoulFunk, e, em dezembro Sandy se apresentou em um concerto contra a AIDS junto a outras cantoras brasileiras. No ano seguinte, ela se apresentou em São Paulo interpretando canções de jazz na casa de shows Bourbon Street. Ainda em 2004, a dupla participou do Quebrando a Rotina, um reality show do programa Caldeirão do Huck que exibiu uma viagem deles com o apresentador Luciano Huck pela Estrada Real, onde compuseram a canção "Vida de Marola".

### 2005–07:Sandy & JunioreAcústico MTV
Após o lançamento de Identidade, Sandy e Junior já tinham conquistado uma maior liberdade artística dentro da Universal Music. Eles disseram à gravadora que só entregariam o próximo álbum "quando estivesse pronto", para que pudessem trabalhar "sem a pressão dos prazos", afirmou Junior. Em meados de 2005, eles começaram a gravar seu décimo segundo álbum de estúdio, o autointitulado Sandy & Junior, que foi lançado em abril de 2006. Ele foi responsável pela primeira e única indicação de Sandy e Junior ao Grammy Latino, onde concorreram ao prêmio de Melhor Álbum Pop Contemporâneo em Língua Portuguesa. Junior co-produziu o material e Sandy assinou como compositora em sete das doze faixas do álbum, cuja sonoridade é fortemente influenciada pelo pop rock. O álbum foi certificado com platina pela PMB, mas vendeu significativamente menos que seus antecessores.
Ronaldo Evangelista, da Folha de S.Paulo, elogiou a produção do álbum, mas avaliou negativamente as composições e disse que Sandy e Junior se mostram "incapazes de qualquer tipo de profundidade", enquanto Bruno Porto e Jamari França, d'O Globo, fizeram críticas positivas e consideraram o álbum um avanço artístico da dupla. O segundo single de Sandy & Junior, "Estranho Jeito de Amar", teve um videoclipe em formato de curta-metragem, protagonizado por Sandy e co-dirigido por Junior. A versão exibida na televisão era mais curta. A turnê do álbum seguiu a mesma linha de sua antecessora (Identidade), com foco na música e sem balé ou troca de roupas durante o show. Junior descreveu a turnê como um "show de banda de pop rock". Em setembro de 2006, eles realizaram uma apresentação para um público de 1,5 milhão de pessoas em Nova York, durante o festival Brazilian Day. Em novembro de 2006, Sandy e Junior participaram do concerto de inauguração da casa de shows Vivo Rio, junto com Gilberto Gil, Ivete Sangalo, Maria Rita e Adriana Calcanhotto.

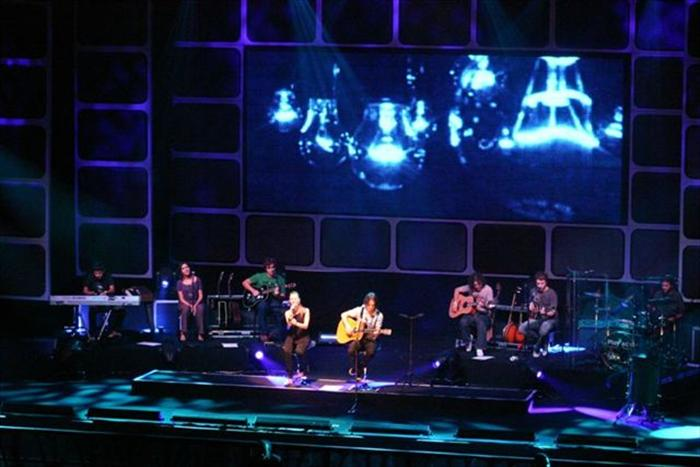
Sandy e Junior em show da turnê Acústico MTV, outubro de 2007

Em abril de 2007, os irmãos anunciaram o fim das atividades em dupla e lançaram, em agosto, seu quarto álbum ao vivo, Acústico MTV, com setlist formada por releituras de canções gravadas anteriormente e três canções inéditas. O Acústico MTV da dupla foi certificado com platina pelas vendas do CD e platina dupla pelas vendas do DVD. Cinco canções do álbum foram certificadas com platina pela PMB, devido aos mais de 100 mil downloads digitais. Em resenha publicada n'O Globo, Jamari França elogiou o projeto, escrevendo: "Numa produção impecável, os dois atualizam o repertório de 17 anos de carreira discográfica com uma roupagem adulta muito bem tocada e arranjada". Débora Miranda, do G1, acredita que faltou "inovação" no projeto. No dia 18 de dezembro de 2007, Sandy e Junior realizaram o último show da turnê Acústico MTV no Credicard Hall, em São Paulo.
Sobre o fim da dupla, os irmãos disseram: "Conversamos muito. [...] A gente estava fazendo um som que a gente curtia, mas, às vezes, dava uma vontade de se expressar mais enquanto pessoa única. Deu essa vontade de ser único, individual. Felizmente, essa vontade aconteceu simultaneamente nos dois. Acho que foi o momento ideal sim. A gente tinha tido uma trajetória de bastante sucesso e não tinha que provar mais nada para ninguém. A gente sentiu que não tinha como explorar nossa música de maneira mais diversificada. E que, para percorrer caminhos diferentes, que nos desafiasse mais, só conseguiria fazer separado." No dia 28 de maio de 2008, fizeram a última aparição como dupla ao receberem o prêmio de Melhor Dupla de Canção Popular no Prêmio Tim de Música.

### 2019–20: Nossa História

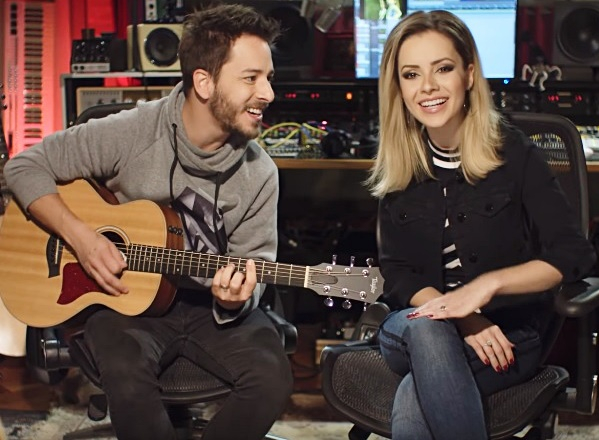
Sandy e Junior num comercial da Elo, uma das patrocinadoras da turnê Nossa História (2019).

Em março de 2019, Sandy e Junior anunciaram uma turnê em comemoração aos 30 anos da primeira performance televisionada da dupla, que aconteceu no programa Som Brasil, da TV Globo, em 1989. Intitulada Nossa História, a turnê teve início em julho e foi encerrada em novembro de 2019 e foi descrita por Sandy e Junior como uma forma de relembrar a "era mais pop" de sua carreira como um duo, com coreografias, grandes estruturas de palco e shows em estádios. A dupla frisou que o projeto não representaria uma volta definitiva e que, após o fim da turnê, retornariam a seus projetos solo.
Sandy e Junior se surpreenderam com a alta demanda por ingressos e a comoção causada pela turnê. O sucesso de vendas levou ao remanejamento de algumas datas de show para locais de maior capacidade e também datas extras. Após a estreia da turnê, a produção do show e a performance de Sandy e Junior foram recebidas com críticas positivas. Até agosto de 2019, os shows da turnê haviam acumulado mais de 500 mil ingressos vendidos. No total, Nossa História arrecadou 120 milhões de reais e se tornou a "maior turnê da história do [Brasil]". Segundo a Pollstar, Nossa História foi a segunda maior turnê do mundo em 2019 quando considerada a "bilheteria por shows."
Junto à turnê, uma exposição com entrada gratuita intitulada Sandy & Junior Experience foi instalada em diversas cidades brasileiras. Na exposição, são exibidas imagens, figurinos, prêmios e vídeos em memória a diversos momentos da carreira e vida pessoal dos cantores. A gravadora Universal Music Brasil também lançou uma loja oficial com produtos para a turnê, além de um box comemorativo com 16 álbuns da dupla, sendo 12 de estúdio e 4 ao vivo. Em maio, também foram relançados os CDs e DVDs de maiores sucesso da dupla.
Em 10 de julho de 2020, foi lançada pela plataforma de streaming Globoplay a série documental Sandy & Junior: A História em 7 episódios, que conta toda a trajetória da dupla, além de imagens exclusivas dos bastidores da turnê de 2019. A série contou com depoimentos de familiares, amigos e famosos como Ivete Sangalo, Roberto Carlos, Laura Pausini, Antônio Fagundes, dentre outros. Uma semana após o lançamento da série, em 17 de julho, foi lançado — também pela Globoplay — o álbum de vídeo do registro da turnê, intitulado Nossa História: Ao Vivo em São Paulo, gravado em 12 e 13 de outubro de 2019 no Allianz Parque. Em 28 de abril de 2025, Sandy e Junior fizeram uma participação no Show 60 Anos da TV Globo, cantando "Eu Acho Que Pirei".

## Estilo musical e influências
Sandy e Junior começaram na música sertaneja por influência do pai, o cantor Xororó, que produzia seus álbuns. Conforme cresciam, passaram a imprimir seu próprio gosto musical nos projetos e começaram a explorar outros estilos e sonoridades, principalmente o pop. Dentro da música pop, eles transitaram entre subgêneros como teen pop, dance-pop e pop rock. À Folha de S.Paulo, Thales de Menezes descreveu a música de Sandy e Junior como "bubblegum".
Em Aniversário do Tatu (1991) e Sábado à Noite (1992), eles transitaram entre o sertanejo e country, enquanto Tô Ligado em Você (1993) explora uma sonoridade mais pop, revivendo estilos de música das décadas 1950 e 1960, como rockabilly e Jovem Guarda. Dig-Dig-Joy (1996) foi considerado como o trabalho que deu à dupla o "status de ídolos teen". A sonoridade dos álbuns Dig-Dig-Joy e Sonho Azul (1997) foi influenciada pelo pop, country, rock e dance. Os irmãos foram creditados por abrir caminho para uma onda de pop adolescente no Brasil entre o final da década de 1990 e início dos anos 2000. As Quatro Estações (1999) foi considerado um "divisor de águas" na carreira dos irmãos, apresentando uma sonoridade mais focada no pop. No álbum Todas as Estações: Remixes (2000), exploraram o dance-pop e um pouco de techno. Além do pop, o R&B também foi incorporado à sonoridade do álbum Internacional (2002).
Em seu décimo primeiro álbum de estúdio, Identidade (2003), Sandy e Junior mostraram influências do pop rock, bem como elementos do blues, rock e rap em sua sonoridade. O álbum marcou uma fase em que o duo passou a ter uma maior liberdade criativa sobre seus projeots. Sandy descreveu a sonoridade e produção de Identidade como mais sofisticadas em relação aos álbuns anteriores. O pop rock também deu forma ao último álbum de estúdio da dupla, Sandy & Junior (2006).
Sandy debutou como compositora no álbum As Quatro Estações (1999), enquanto Junior supervisionou a produção do álbum Sandy & Junior (2001) e, desde então, atuou na produção de todos os álbuns da dupla até encerrarem as atividades. Ele também começou a estudar diversos instrumentos musicais na adolescência. Sandy era a vocalista principal do duo e sua voz e habilidades vocais foram elogiadas por outros músicos, como Caetano Veloso, Gilberto Gil e Andrea Bocelli.  Escrevendo para a IstoÉ Gente, o crítico musical Mauro Ferreira descreveu a voz de Junior como "frágil". O músico Milton Nascimento gravou uma canção com os cantores em 2000 e comentou: "É claro que Sandy é a estrela [da dupla], mas Junior é um tremendo músico, dança muito, e a voz dele é uma maravilha."
Sandy citou Elis Regina como sua primeira "diva". Durante a adolescência, ela tinha como referências as cantoras Mariah Carey, Céline Dion e Whitney Houston, que influenciaram a sonoridade de alguns discos da dupla. Em uma entrevista para o Video Show, em 2002, quando questionados sobre seus "maiores ídolos adolescentes", Sandy citou Christina Aguilera e Junior citou Justin Timberlake. Ela posteriormente nomeou Alanis Morissette e Norah Jones como influências. Comentando sobre a produção do álbum Identidade, Junior citou como referências musicais Lenny Kravitz, Coldplay e Train.
As turnês da dupla geralmente envolviam grandes estruturas de palco, dançarinos, coreografias, efeitos especiais e troca de figurino durante os concertos. A partir da Identidade Tour (2004—05), eles se voltaram para um formato de banda; as trocas de roupas, dançarinos e coreografias foram eliminados, com Sandy dizendo que a turnê "nasceu dos ensaios" que eles faziam com a banda que os acompanhava. Na turnê Nossa História (2019), eles resgataram as coreografias, trocas de figurino e estruturas de palco elaboradas que eram comuns às suas turnês.

## Imagem pública
A Folha de S.Paulo os comparou ao duo musical The Carpenters, dizendo que ambos "vendiam uma imagem bem comportada" e cantavam "canções açucaradas". Numa crítica ao seriado Sandy & Junior, Maria Lins, da IstoÉ Gente, os descreveu como "Adolescentes bem comportados e politicamente corretos", enquanto Roberta Ferraz, do Extra, referiu-se a eles como "os filhos que todos os pais gostariam de ter." Na passagem da adolescência para a idade adulta, Sandy e Junior começaram a se envolver mais na produção de seus álbuns, expressando o desejo de se estabelecerem como artistas mais maduros e se desvencilharem da imagem do passado. Numa entrevista para o Fantástico, em 2013, os irmãos falaram sobre sua percepção pública no passado: "A gente foi aconselhado a tentar romper com essa imagem [bem comportada] [...] teve assessor de imprensa dizendo 'Olha, vocês tem que mostrar mais, fazer alguma coisa que mostre que vocês cresceram' [...] A gente tentava mostrar maturidade através da nossa arte, tanto é que o nosso processo [de mudança de imagem] foi muito mais lento."
Rachel Campello, da Veja, descreveu Sandy como a "alma" da dupla, enquanto Dirceu Alves Jr., da IstoÉ Gente, referiu-se a Junior como "coadjuvante" no duo. Por vezes, Junior disse que não se incomodava em ser tido como a "sombra" da irmã, dizendo que "Sandy é bonita, uma princesa. Infelizmente o mundo é machista e quer saber se ela está namorando, se já beijou..." e "Ela canta, é a primeira voz. Isso faz diferença. Mas eu estava sempre ali, na minha. Sabia do meu valor. Com 6 anos de idade eu estava numa dupla fazendo segunda voz. Isso é muito complicado."
Cláudia Croitor, da Folha de S.Paulo, observou que, em entrevistas, Sandy não gostava de passar a ideia de que era protagonista da dupla: "[Ela] só concede entrevistas, por exemplo, se o irmão também for ouvido e sempre fala na primeira pessoa do plural. "A nossa vida é assim: o que um faz o outro faz."" Para Thiago Ney, da Folha de S.Paulo, Junior parecia mais "real" e menos "inatingível" que Sandy. José Teles, do Jornal do Commercio, assistiu a um show dos cantores em 2001 e opinou que, embora Sandy seja mais "carismática", Junior mostra-se "mais versátil e mais solto no palco".
Pelo final da década de 1990, Sandy e Junior se estabeleceram como ídolos adolescentes e tiveram seus nomes transformados numa marca que movimentava milhões de reais por ano através do licenciamento de diversos produtos, como roupas, cosméticos e brinquedos. Marilene Felinto, da Folha de S.Paulo, os criticou e questionou a autenticidade da imagem da dupla, dizendo: "O pior de Sandy & Junior é eles serem jovens. E serem jovens veículos da reprodução de uma mentira em larga escala [...] são uma marca, uma empresa, um produto de mercado que reproduz uma imagem vazia... de inocência e castidade, um modelo de comportamento a ser seguido. Imagem falsa." Sandy e Junior foram alegadamente vetados pela Igreja Católica de se apresentarem para o papa em 2007, porque, em 2003, fizeram um comercial para conscientizar os jovens acerca do uso de preservativos, além de não terem um "perfil religioso".

## Legado
Sandy e Junior venderam mais de 20 milhões de álbuns e meio milhão de singles durante seus 17 anos como um duo e se tornaram recordistas em vendas de discos no Brasil. Lauro Lisboa Garcia, da Época, comparou a comoção que a dupla causava à Beatlemania e descreveu Sandy como um "fenômeno raro na música brasileira", enquanto Luís Antonio Giron, do mesmo veículo, disse que eles "tiveram uma história de ascensão digna de um longa-metragem." Jason Birchmeier, do AllMusic, reconheceu o impacto do duo em diversas áreas do entretenimento e os chamou de "um fenômeno multimídia no auge de seu sucesso". Em 2001, José Teles, do Jornal do Commercio, afirmou que "depois do advento dos irmãos Sandy & Junior, o show business brasileiro não pode ser mais o mesmo. Houve dezenas de ídolos infanto-juvenis no Brasil, mas nenhum com o profissionalismo, talento e competência dessa moça de 18 anos e seu irmão de 17, cujo fanatismo que despertam lembra os tempos da beatlemania, ou mais recentemente, a menudomania."
Sílvia Ruiz, da IstoÉ Gente, afirmou que "Sandy e Junior sabem o que significa a palavra showbiz, e honram cada centavo pago por um ingresso de seus shows ou por um de seus discos." Eles também foram creditados por liderar e abrir caminho para uma onda de teen pop no Brasil entre o final da década de 1990 e início da década de 2000. Tom Cardoso, do Cliquemusic, escreveu em dezembro de 2000: "Desde que os porto-riquenhos do Menudo apareceram por aqui cantando "Não Se Reprima", no começo da década de 80, não se via um fenômeno teen tão esfuziante como Sandy & Junior. No rastro dos dois irmãos, grupos como KLB e Twister surgiram e rapidamente entraram para o time dos maiores vendedores de discos do Brasil." Seu trabalho foi descrito como um "alinhamento de qualidade e popularidade – algo que [o grupo] Rouge alcançou mais tarde mas não manteve por tanto tempo."
A grande demanda de ingressos para os shows da turnê comemorativa Nossa História (2019) levou Tony Goes, da Folha de S.Paulo, a dizer que "[...] Sandy e Junior reapareceram na hora certa. O vazio deixado por eles jamais foi preenchido." O músico Caetano Veloso afirmou que "o show de Sandy e Junior [é] extraordinariamente bem-acabado, ela é afinada e aquilo, profissionalmente, é uma coisa muito boa para a indústria da música popular no Brasil." Como dupla ou individualmente, o trabalho de Sandy e Junior influenciou diversos artistas, incluindo Luan Santana, Paula Fernandes, Manu Gavassi, Lexa, Priscilla Campos, Laura Rizzotto, Anitta, Thaeme Mariôto, Melim, Iza, Anavitória, Paula Mattos, Dilsinho e Simone & Simaria, além de artistas de gerações mais jovens, como Lorena Queiroz, Rafa Gomes e Larissa Manoela.
Vários artistas regravaram canções da dupla, incluindo Maria Gadú, Kelly Key, Dilsinho, Larissa Manoela, Lucero, Chayanne, Bruninho & Davi, Paula Mattos André Leonno e BFF Girls. Em 2019, Jaloo e Juliana Strassacapa gravaram uma versão de "Quando Você Passa (Turu Turu)" para um comercial da marca de cosméticos Natura. No mesmo ano, Gloria Groove gravou um especial para o canal de televisão Bis interpretando canções da dupla. Em 2016, o grupo teatral Cia. EntreTantos estreou Inesquecível: O Musical, um musical baseado na obra discográfica de Sandy & Junior.

## Outras atividades

### Filantropia
Em 1998, Sandy e Junior organizaram uma campanha a favor da desestigmatização de pessoas afetadas pelo HIV/AIDS que também serviu para coletar donativos para instituições que cuidam de crianças e jovens que lidam com a doença. Em maio de 2003, os cantores inauguraram um pavilhão com seus nomes no Hospital de Câncer de Barretos, um mérito concedido pela própria instituição para aqueles que "contribuíram de alguma forma para a expansão e o progresso do HCB." No último show da dupla, em 2007, parte do valor arrecadado com a venda de ingressos foi destinada ao hospital. Em novembro de 2003, eles se apresentaram no Maracanãzinho e parte da renda obtida com a venda de ingressos foi destinada à AACD. Em todos os shows da turnê Sandy & Junior 2002, a dupla apoiou a campanha 'Natal Sem Fome', incentivando a doação de alimentos. Os irmãos também usaram sua imagem para promover campanhas nacionais para a prevenção e tratamento precoce do HIV/AIDS e do câncer de mama, além de apoiarem projetos comunitários como o Centro de Formação Semente da Vida (onde foram voluntários) e McDia Feliz. Nos Meus Prêmios Nick 2004, ganharam um prêmio na categoria Trabalho Solidário. Durante a pandemia de coronavirus em 2020, Sandy e Junior colaboraram com doações financeiras a instituições que cuidam de pessoas afetadas direta ou indiretamente pela doença. As ações deles se focaram em sua cidade natal, Campinas. Em abril de 2020, eles se reuniram para uma transmissão ao vivo para o festival à distância Fome de Música, que tem como intuito arrecadar doações para ajudar famílias em meio à pandemia do novo coronavírus. A transmissão atraiu 2,5 milhões de espectadores simultâneos e arrecadou 1,8 milhão de reais em doações.

### Produtos e publicidade
Entre as décadas de 1990 e 2000, mais de 300 produtos (incluindo cosméticos, roupas e brinquedos) foram licenciados com a marca Sandy & Junior, avaliada em R$60 milhões, de acordo com a revista Exame, em 2005. Segundo uma matéria publicada no periódico Isto É Gente em 2000, o licenciamento de produtos com os nomes de Sandy e Junior movimentava, anualmente, cerca de R$70 milhões. Em 2004, o mesmo veículo estimou em R$300 milhões o rendimento com a marca da dupla. Em 2004, o jornal Extra noticiou que a marca da dupla movimentava "cerca de R$80 milhões" por ano. Sandy também estrelou diversas campanhas publicitárias relacionadas a produtos da sua marca solo, principalmente de calçados femininos. Juntos, os irmãos associaram sua imagem à Avon, Nokia, Chevrolet, Yamaha, Oi, Nestlé, Pernambucanas, Yakult, Mundial, Claro, Siemens, TIM, Sony Ericsson, Casio, Gradiente, entre outras. Em 2000, a Sundown Bikes lançou uma linha de patinetes com a imagem da dupla. Os jogos de computador Sandy & Junior: Aventura Virtual e  Acquária: O Jogo foram desenvolvidos pela Green Land Studios. Além do jogo, também foram lançados outros produtos relacionados ao filme Acquária, incluindo uma boneca inspirada na personagem de Sandy, Sarah.

## Discografia
- Aniversário do Tatu (1991)
- Sábado à Noite (1992)
- Tô Ligado em Você (1993)
- Pra Dançar com Você (1994)
- Você É D+ (1995)
- Dig-Dig-Joy (1996)
- Sonho Azul (1997)
- As Quatro Estações (1999)
- Sandy & Junior (2001)
- Internacional (2002)
- Identidade (2003)
- Sandy & Junior (2006)

## Videografia
- Sandy & Junior Show (1997–1998)
- O Noviço Rebelde (1997)
- Sandy & Junior (1999–2002)
- Estrela-Guia (2001)
- Acquária (2003)
- Sandy & Junior: A História (2020)

## Turnês e concertos
- Tô Ligado em Você (1994)
- Sonho Real (1995–96)
- Dig Dig Joy (1996–97)[carece de fontes?]
- Eu Acho Que Pirei (1998–99)
- Quatro Estações (2000–01)
- Sandy & Junior 2002 (2002–03)
- Identidade Tour (2004–05)
- Sandy & Junior 2006 (2006–07)
- Acústico MTV (2007)
- Nossa História (2019)